# باشگاه فوتبال کیلمارنوک
باشگاه فوتبال کیلمارنوک 
(به گیلیک اسکاتلندی: Kilmarnock F.C.) یک باشگاه فوتبال در شهر کیلمارنوک، اسکاتلند است.
این باشگاه در سال ۱۸۶۹ میلادی تأسیس شده است و سابقه یک قهرمانی در لیگ دسته اول فوتبال اسکاتلند و ۳ قهرمانی در جام حذفی فوتبال اسکاتلند را دارد.

## افتخارات
- لیگ دسته اول فوتبال اسکاتلند:
  - قهرمان (۱): ۱۹۶۴–۶۵
  - نایب قهرمان (۴): ۱۹۵۹–۶۰، ۱۹۶۰–۶۱، ۱۹۶۲–۶۳، ۱۹۶۳–۶۴
- لیگ دسته اول فوتبال اسکاتلند:
  - قهرمان (۲): ۱۸۹۷–۹۸، ۱۸۹۸–۹۹
  - نایب قهرمان (۲): ۱۹۵۳–۵۴، ۱۹۷۳–۷۴،
- لیگ دسته اول فوتبال اسکاتلند:
  - نایب قهرمان (۴): ۱۹۷۵–۷۶، ۱۹۷۸–۷۹، ۱۹۸۱–۸۲، ۱۹۹۲–۹۳،
- لیگ دسته دوم فوتبال اسکاتلند:
  - نایب قهرمان (۱): ۱۹۸۹–۹۰،
- جام حذفی فوتبال اسکاتلند:
  - قهرمان (۳): ۱۹۱۹–۲۰، ۱۹۲۸–۲۹، ۱۹۹۶–۹۷
  - نایب قهرمان (۵): ۱۸۹۷–۹۸، ۱۹۳۱–۳۲، ۱۹۳۷–.۳۸، ۱۹۵۶–۵۷، ۱۹۵۹–۶۰
- لیگ کاپ اسکاتلند:
  - قهرمان (۱): ۲۰۱۱–۱۲
  - نایب قهرمان (۵): ۱۹۵۲–۵۳، ۱۹۶۰–۶۱، ۱۹۶۲–۶۳، ۲۰۰۰–۰۱، ۲۰۰۶–۰۷